# Raymond Harold Sawkins
Raymond Harold Sawkins (n. 14 iulie 1923, Hampstead, Londra - d. 23 august 2006) a fost un romancier britanic, care a publicat cel mai mult sub pseudonimul Colin Forbes, dar a mai folosit și pseudonime ca Richard Raine, Jay Bernard sau Harold English. A publicat doar trei cărți sub numele său adevărat. 

### Raymond Sawkins
- Snow on High Ground (1966)
- Snow in Paradise (1967)
- Snow Along The Border (1968)

### Richard Raine
- A Wreath for America (1967) (published in the United States as The Corder Index)
- Night of the Hawk (1968)
- Bombshell (1969)

### Colin Forbes
- Tramp In Armour (1969)
- The Heights of Zervos (1970)
- The Palermo Ambush (1972)
- Target 5 (1973)
- The Year of the Golden Ape (1974)
- The Stone Leopard (1975)
- Avalanche Express (1976)
- The Stockholm Syndicate (1981)
- Double Jeopardy (1982)
- The Leader and the Damned (1983)
- Terminal (1984)
- Cover Story (1985)
- The Janus Man (1987)
- Deadlock (1988)
- The Greek Key (1989)
- Shockwave (1990)
- Whirlpool (1991)
- Cross of Fire (1992)
- By Stealth (1992)
- The Power (1994)
- Fury (1995)
- Precipice (1995)
- The Cauldron (1997)
- The Sisterhood (1997)
- This United State (1998)
- Sinister Tide (1999)
- Rhinoceros (2000)
- The Vorpal Blade (2001)
- The Cell (2002)
- No Mercy (2003)
- Blood Storm (2004)
- The Main Chance (2005)
- The Savage Gorge (2006)

### Jay Bernard
- The Burning Fuse (1970)

### Harold English
- In letzter Minute (English script title: The Heavens Above Us) (1979)